# Utriculofera utricularia
Utriculofera utricularia là một loài bướm đêm thuộc phân họ Arctiinae, họ Erebidae.